# SpaceX CRS-4
SpaceX CRS-4, também conhecido como SpX-4, foi uma missão do Commercial Resupply Services para a Estação Espacial Internacional (ISS), contratada pela NASA, que foi lançada em 21 de setembro de 2014 e chegou à ISS em 23 de setembro de 2014. Foi o sexto lançamento da espaçonave de carga Dragon da SpaceX, e a quarta missão operacional da SpaceX contratada para a NASA sob um contrato de Commercial Resupply Services. A missão trouxe equipamentos e suprimentos para a ISS, incluindo a primeira impressora 3D a ser testada no espaço, um dispositivo para medir a velocidade do vento na Terra e pequenos satélites a serem lançados da ISS. Também trouxe 20 ratos para pesquisas de longo prazo a bordo da ISS.

## Lançamento

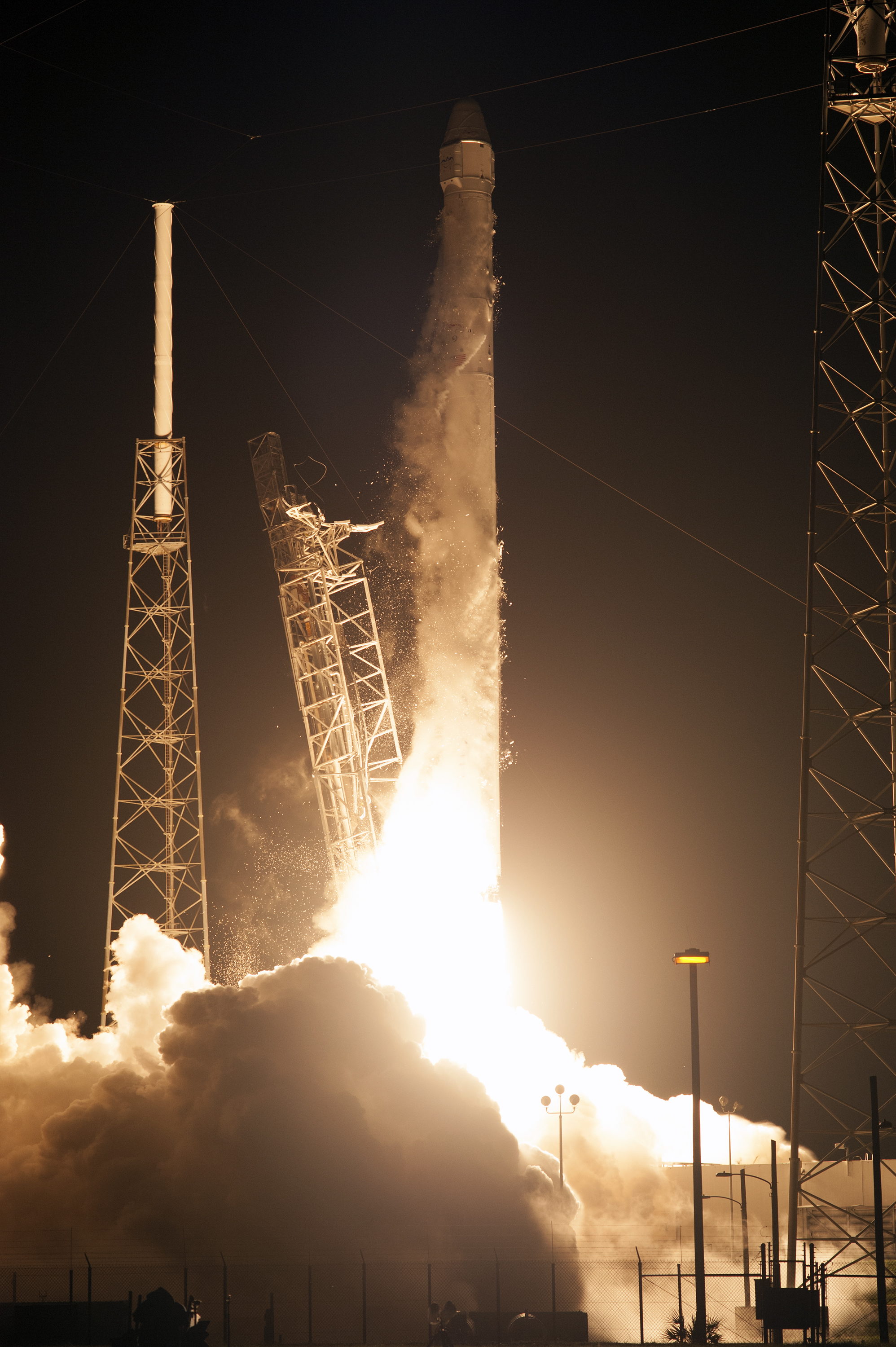
Lançamento da SpaceX CRS-4 a bordo de do Falcon 9 v1.1 em 21 de setembro de 2014

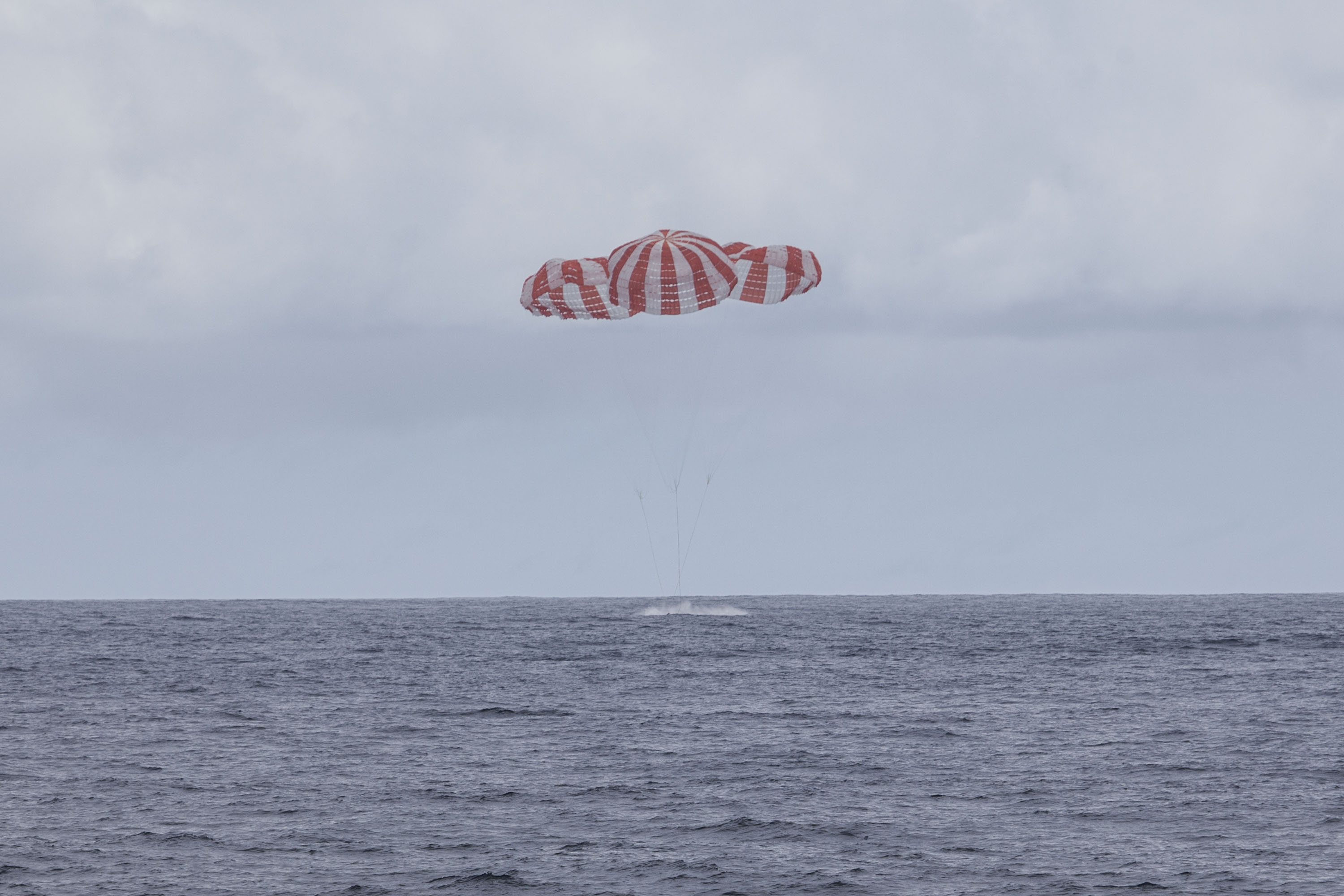
Cápsula Dragon pousando no Oceano Pacífico em 25 de outubro de 2014

Devido às más condições meteorológicas em 20 de setembro de 2014, o lançamento ocorreu em 21 de setembro de 2014 às 05:52 UTC da Estação da Força Aérea de Cabo Canaveral (CCAFS) na Flórida.

## Carga útil primária
A NASA contratou a missão CRS-4 e, portanto, determinou a carga útil primária, a data/hora de lançamento e os parâmetros orbitais do alvo. O CRS-4 lançou em 21 de setembro de 2014 com uma carga útil de 2.216 kg, incluindo 630 kg de suprimentos para a tripulação. A carga incluiu o ISS-RapidScat, um Scatterometer projetado para apoiar a previsão do tempo através do ricochete de microondas na superfície do oceano para medir a velocidade do vento, que foi lançado como uma carga externa a ser acoplada ao laboratório da Estação Espacial Internacional (ISS) no módulo Columbus. O CRS-4 também inclui o Space Station Integrated Kinetic Launcher for Orbital Payload Systems (Lançador Cinético Integrado da Eestação Espacial para Sistemas de Carga Útil Orbital) (SSIKLOPS), que fornecerá ainda outro meio de liberar outros pequenos satélites da ISS.
Além disso, o CRS-4 carregou uma nova instalação permanente de pesquisa em ciências da vida para a ISS: a carga útil do Bone Densitometer (BD), desenvolvido pela Techshot, que fornece uma capacidade de varredura da densidade óssea na ISS para utilização pela NASA e pelo Center for the Advancement of Science in Space (CASIS). O sistema mede a densidade mineral óssea (e tecido magro e gorduroso) em camundongos usando a Absorciometria por raios-X com dupla energia (DEXA). O Rodent Research Hardware System também foi transportado para a ISS como parte da carga útil.

## Carga útil secundária
A SpaceX tem controle primário sobre a missão, programação e carregamento de cargas úteis secundárias. No entanto, existem certas restrições incluídas em seu contrato com a NASA que impedem os perigos especificados nas cargas úteis secundárias e também exigem probabilidades de sucesso especificadas por contrato e margens de segurança para qualquer reinicialização da SpaceX dos satélites secundários, uma vez que o segundo estágio do Falcon 9 atingiu sua órbita terrestre baixa (LEO) inicial.
A missão CRS-4 levou a impressão 3D no experimento Zero-G para a Estação Espacial Internacional (ISS), bem como um pequeno satélite como carga útil secundária que será implantada a partir da ISS: SPINSAT. Também trouxe 20 ratos para pesquisas fisiológicas de longo prazo no espaço.

### Experimento de Impressão 3D em Zero-G
O Experimento de Impressão 3D em Zero-G demonstrará o uso da tecnologia de impressão 3D no espaço. A impressão 3D funciona pelo processo de extrusão de fluxos de material aquecido (plástico, metal, etc.) e construção de uma estrutura tridimensional camada sobre camada. O Experimento de Impressão 3D em Zero-G testará a impressora 3D projetada especificamente para microgravidade, da Made In Space, Inc., de Mountain View, Califórnia. A impressora 3D personalizada da Made In Space será o primeiro dispositivo a fabricar peças fora do planeta Terra. O experimento de impressão 3D em Zero-G validará a capacidade de manufatura aditiva em gravidade zero. Este experimento na Estação Espacial Internacional (ISS) é o primeiro passo para estabelecer uma oficina mecânica on-demand no espaço, um componente capacitor crítico para missões tripuladas no espaço profundo e manufatura no espaço.

### SPINSAT
SPINSAT é uma esfera de 56 cm de diâmetro construída pelo Laboratório de Pesquisa Naval dos Estados Unidos (NRL) para estudar a densidade atmosférica.
SPINSAT é um demonstrador de tecnologia para propulsores de propelente sólido elétrico (ESP) da Digital Solid State Propulsion (DSSP). A tecnologia do DSSP utiliza propulsão elétrica para permitir que pequenos satélites façam manobras orbitais que geralmente não eram possíveis em satélites muito pequenos com restrição de massa, como CubeSats e nanosats. Este será o primeiro voo do DSSP e será implantado a partir da eclusa de ar do módulo Kibō. Os especialistas em segurança da NASA aprovaram a missão, que por sua natureza deve começar com o satélite dentro do volume habitável da ISS, porque os 12 grupos de propulsores do satélite queimam um combustível sólido inerte, e somente quando uma carga elétrica passa por ele.

### Rodent Research Hardware System
A missão também trouxe 20 ratos para viverem na Estação Espacial Internacional (ISS) para estudar os efeitos de longo prazo da microgravidade em roedores usando o Rodent Research Hardware System.

## Tentativa de pouso do primeiro estágio
O primeiro estágio do Falcon 9 para a missão CRS-4 reentrou na atmosfera sobre o Oceano Atlântico, na Costa Leste dos Estados Unidos. Sua reentrada foi capturada em vídeo por uma aeronave da NASA WB-57 como parte da pesquisa sobre a entrada atmosférica de alta velocidade em Marte.
Em novembro de 2015, um painel deste primeiro estágio foi encontrado flutuando nas Ilhas Scilly, no sudoeste do Reino Unido. Embora grande parte da mídia sugerisse que a parte veio do lançamento posterior do CRS-7 que explodiu, a SpaceX confirmou que veio do CRS-4.

## Reutilização da Dragon
O núcleo estrutural da cápsula Dragon CRS-4, Dragon C106, foi reformada e reutilizada na missão SpaceX CRS-11, a primeira cápsula Dragon a ser reutilizada.